# دختران بدجنس ۲
دختران پست ۲ یک فیلم درام و کمدی نوجوانان است که در سال ۲۰۱۱ نمایش تلویزیونی داشته است. این فیلم دنباله مستقلی بر دختران بدجنس بود و نخستین بار در ۲۳ ژانویه ۲۰۱۱ از شبکه ای‌بی‌سی خانوادگی پخش شد.

## داستان فیلم
در مورد دختر به نام جو می‌باشد که به دلیل شغل پدرش دو بار در سال مدرسه خود را عوض می‌کند ولی اینک در این مدرسه جدید اتفاقاتی رخ می‌دهد او با دختری به نام ابی آشنا می‌شود که هیچ دوستی ندارد و توسط گروهی از دخترها که آن‌ها را پلاستیک صدا میزنن مورد آزار و اذیت قرار می‌گیرد و حالا پدر و مادر ابی از این موضوع رنج برده و می‌خواهند دوستی برای ابی پیدا کنند برای همین جو را که برای رفتن به دانشگاه مورد علاقه اش به نام کارنگی ملون به پول احتیاج دارد این موضوع را پذیرفته به ازای پولی که پدر ابی به او می‌دهد با ابی راه دوستی را در پیش می‌گیرد. مندی که سرگروه پلاستیک‌ها شناخته می‌شود از این موضوع عصبانی است و جنگی را علیه ابی و به خصوص جو راه می‌اندازد و ابی و جو هم با او مقابله می‌کنند تا اینکه جو از تصمیم خود برای گرفتن پول از پدر ابی پشیمان شده و پول را پس می‌دهد ولی مندی آن را می‌فهمد و ابی را از موضوع با خبر می‌سازد و ابی دوستی خود را با جو به هم می‌زند ولی مندی به این هم راضی نشده و پولی را که مدرسه برای کمک جمع می‌کند را دزدیده و در پارکینگ خانه ابی می‌گذارد تا او را به جرم دزدی از اموال مدرسه بگیرند ولی ابی و دیگر دوستان جو این را باور نکرده و از جو حمایت می‌کنند تا نهایت خیانت مندی به جو مشخص می‌شود.